# Musée d'Art métropolitain Teien de Tokyo
Le musée d'Art métropolitain Teien de Tokyo (東京都庭園美術館, Tōkyōto Teien Bijutsukan) est un musée d'art à Tokyo, situé dans l'arrondissement Minato-ku, à l'est de la gare de Meguro. Le musée est logé dans un bâtiment Art déco construit en 1933 qui a auparavant servi de résidence au prince Yasuhiko Asaka (1933–47), de résidence d'État aux premiers ministres du Japon (1947–50) et de séjour des hôtes d'État (1950–74). L'intérieur a été dessiné par Henri Rapin.
Teien signifie jardin japonais et le musée est ainsi nommé parce que le bâtiment est entouré de jardins et de sculptures.

## Galerie

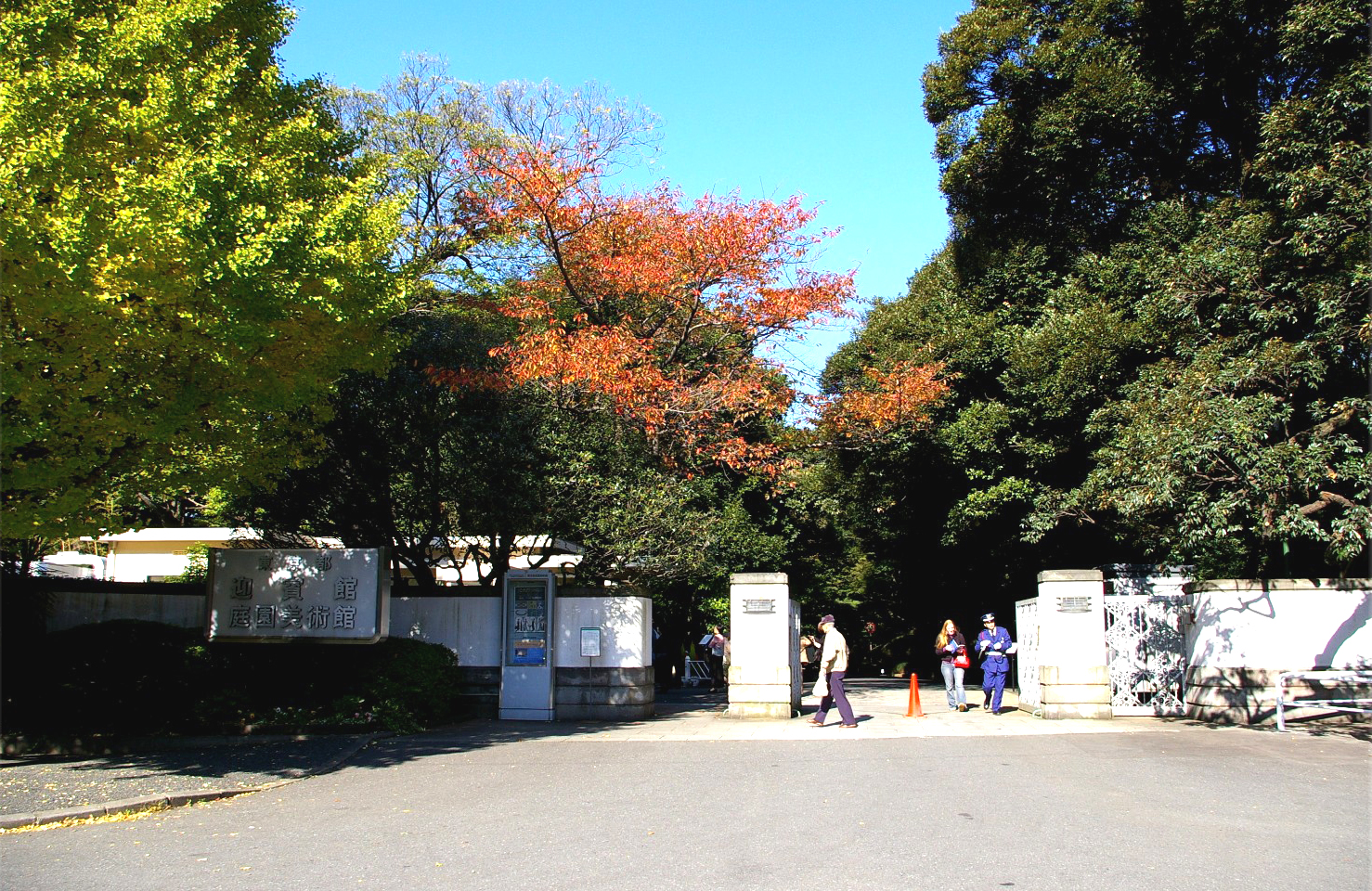
Entrée du Tokyo Metropolitan Museum
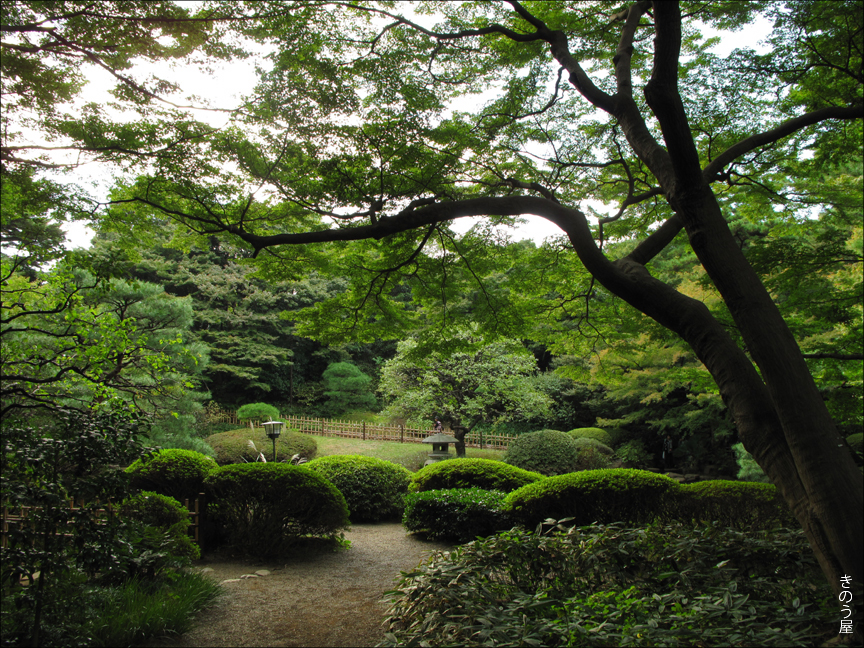
Jardin du Tokyo Metropolitan Teien Art Museum
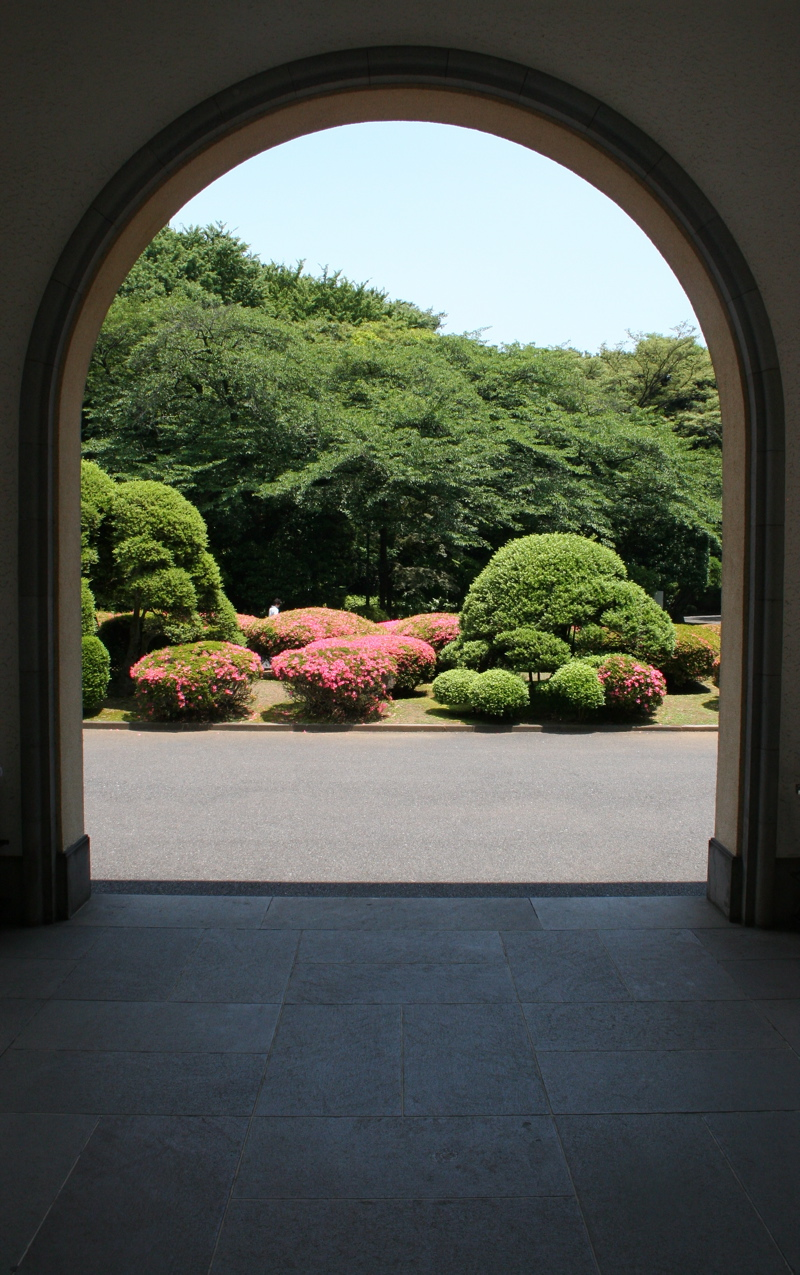
Jardins Teien Bijutsukan

## Source de la traduction
- (en) Cet article est partiellement ou en totalité issu de l’article de Wikipédia en anglais intitulé « Tokyo Metropolitan Teien Art Museum » (voir la liste des auteurs).